# 乌珠单抗
乌珠单抗（英语：Urtoxazumab）是一种人源化单克隆抗体，针对由大肠杆菌（血清型O121）引起的腹泻。该药物旨在与这种细菌的毒素结合，使其更容易分解并从体内清除。